# 두호크 스타디움
두호크 스타디움(영어: Duhok Stadium)은 이라크의 수도인 다후크에 위치한 경기장이다. 수용 인원은 20,000명이다. 두호크의 홈 구장으로 사용되고 있다.